# Hainford
Hainford is een civil parish in het bestuurlijke gebied Broadland, in het Engelse graafschap Norfolk met 989 inwoners.